# Stortjärnen (Ockelbo socken, Gästrikland)
Stortjärnen är en sjö i Ockelbo kommun i Gästrikland och ingår i Hamrångeåns huvudavrinningsområde. Sjön har en area på 0,15 kvadratkilometer och ligger 160 meter över havet. Sjön avvattnas av vattendraget Döljebrobäcken.

## Delavrinningsområde
Stortjärnen ingår i det delavrinningsområde (676681-154533) som SMHI kallar för Inloppet i Lisstjärnen. Medelhöjden är 182 meter över havet och ytan är 3,22 kvadratkilometer. Det finns inga avrinningsområden uppströms utan avrinningsområdet är högsta punkten. Döljebrobäcken som avvattnar avrinningsområdet har biflödesordning 2, vilket innebär att vattnet flödar genom totalt 2 vattendrag innan det når havet efter 43 kilometer. Avrinningsområdet består mestadels av skog (91 procent). Avrinningsområdet har 0,15 kvadratkilometer vattenytor vilket ger det en sjöprocent på 4,7 procent.